# Kari Mette Johansen
Kari Mette Johansen (Fredrikstad, 11 de enero de 1979) es una exjugadora de balonmano noruega. Consiguió 2 medallas olímpicas de oro.